# Legatum (azienda)
Legatum Limited, anche solo Legatum, è una società di private investment, con sede a Dubai, Emirati Arabi Uniti.

## Storia
Legatum fu fondata nel dicembre 2006 a Dubai da Christopher Chandler, magnate che ha fatto la sua fortuna nei paesi emergenti. Precedentemente Chandler fu presidente di Sovereign Global, o Sovereign, fondata con il fratello Richard Chandler nel 1986. I fratelli Chandler si divisero e nel 2006 venne fondata Legatum.
Nel 2012, Legatum compra il Dubai International Financial Centre come sede. Viene rinominato Legatum Plaza.

### Fondazione Legatum
La Legatum Foundation è il braccio di sviluppo della Legatum e investe in organizzazioni e progetti in tutto il mondo.

### Legatum Institute
Legatum Foundation è sponsor del Legatum Institute, organizzazione indipendente di Londra..